# ذراع قبيلة
ذراع قبيلة هي بلدية جزائرية تابعة إداريا وإقليميا إلى دائرة حمام ڤرڤور الكائنة في ولاية سطيف، مركز البلدية [الإنجليزية] أولاد علي. تقع البلدية شمال غرب ولاية سطيف ، تبعد عن مدينة سطيف حوالي 72 كلم، تعدادها السكاني حوالي 14500 نسمة، إحصاء 2008. 

## الموقع
|                      | بوسلام وبني شبانة |           |
| تالة ايفاسن وماوكلان | إسم ؟             | عين لقراج |
|                      | حمام قرقور        |           |